# Fundação BIAL
A Fundação BIAL é uma fundação portuguesa que tem como missão incentivar o estudo científico do ser humano, tanto do ponto de vista físico como espiritual.
Foi constituída em 1994 pela empresa farmacêutica BIAL em conjunto com o Conselho de Reitores das Universidades Portuguesas. É gerida por representantes das duas instituições.
Ao longo dos anos, a Fundação BIAL tem apoiado a investigação científica, um pouco por todo o mundo, procurando proporcionar mais saúde e alcançar novos patamares no conhecimento.
Instituição sem fins lucrativos e de utilidade pública, a Fundação BIAL conta com o Alto Patrocínio do Presidente da República, e o patrocínio do Conselho de Reitores das Universidades Portuguesas e da Ordem dos Médicos.

## História
Luís Portela, na época presidente da BIAL, começou a idealizar a Fundação BIAL em 1993, com o objetivo de apoiar a investigação em Saúde, área de atividade da BIAL, onde a inovação era uma das linhas estratégicas de desenvolvimento. Com esse propósito, desafiou o Conselho de Reitores das Universidades Portuguesas para, em conjunto com a BIAL, constituírem e administrarem uma instituição independente, tendo em vista promover o desenvolvimento científico. A Fundação BIAL veio a ser constituída em 1994. Foi a primeira instituição mecenática portuguesa, resultante da iniciativa privada, focada nas ciências médicas. A cerimónia de constituição da Fundação teve lugar no dia 6 de maio no Círculo Universitário do Porto, e contou com a presença do então Presidente da República, Mário Soares, e do Ministro da Saúde do XII Governo Constitucional, Paulo Mendo.
Fazem também parte da história da criação da Fundação BIAL dois nomes que viriam a ser fundamentais no seu desenvolvimento e que integraram a primeira administração da Fundação: Nuno Grande, médico, representante do Conselho de Reitores das Universidades Portuguesas, e Manuel Baganha, economista.
A 20 de fevereiro de 2024, foi agraciada com o grau de Membro-Honorário da Ordem do Mérito.
Para assinalar o seu 30º aniversário, a Fundação BIAL convidou os neurocientistas António Damásio e Hanna Damásio para virem a Portugal apresentar a conferência “Sobre a Fisiologia da Mente 2024”. O evento, realizado na Aula Magna da Reitoria da Universidade de Lisboa repleta e com cerca de 3.000 participantes online, perdurará como um dos momentos marcantes da história da Fundação BIAL.

## Conselho Científico
O Conselho Científico da Fundação BIAL é presidido pelo neurocientista António Damásio, tendo sucedido ao também neurocientista Fernando Lopes da Silva. O Conselho Científico é composto por mais de 50 professores e investigadores de vários países.

## Embaixadores
Nos últimos anos passaram pela Fundação BIAL dezenas de investigadores que ajudaram a torná-la numa referência no apoio à investigação científica, entre os quais se destacam Ralph Adolphs, Etzel Cardeña, Fátima Carneiro, Miguel Castelo-Branco, Alexandre Castro Caldas, Axel Cleeremans, Teresa Coelho, Rui Costa, José Cunha Vaz, Teresa Paiva, Joana Palha, Dean Radin, Caetano Reis e Sousa, Chris Roe, Stefan Schmidt, Manuel Sobrinho Simões, António de Sousa Pereira e Rui Vaz.

## Prémios Fundação BIAL
A Fundação BIAL promove três Prémios de reconhecimento do trabalho científico: Prémio BIAL de Medicina Clínica, BIAL Award in Biomedicine e Prémio Maria de Sousa.

### Prémio BIAL de Medicina Clínica
O Prémio BIAL de Medicina Clínica, instituído em 1984, é atribuído nos anos pares pela Fundação BIAL a um trabalho de investigação de grande relevância e qualidade na área da investigação médica. Para além do vencedor, premiado com um valor monetário de 100 mil euros, podem ser ainda atribuídas duas menções honrosas, no montante de 10 mil euros cada, para trabalhos de elevado mérito selecionados pelo júri. Um dos membros de cada grupo que se candidata tem de ser médico natural de um país de língua portuguesa. O Prémio conta com o Alto Patrocínio do Presidente da República, e os patrocínios do Conselho de Reitores das Universidades Portuguesas e da Ordem dos Médicos.
Até à data, os vencedores do Prémio BIAL foram:
- 1984: "Mordeduras e picadas por animais da fauna portuguesa”, Rogério Alberto Ferreira Gonzaga[50]

- 1986: "Velhas doenças causas novas", Maria Francisca Soutelo Soeiro de Carvalho[51]

- 1988: "Bases Psicoterapêuticas na Prática Clínica”, José Carlos Couto Soares Pacheco[52]

- 1990: "O Diário do Orientador", José Manuel Falcão da Silva Tavares[53]

- 1992: "Doença de Machado Joseph”, Maria Paula Mourão do Amaral Coutinho[54]

- 1994: "Contribuição para a Caracterização da Ecologia e da Biologia do Sistema Timo-Dependente: Memórias, Percursos e Esboço de uma nova Teoria", Maria Ângela de Sousa[55]

- 1996: Doença Inflamatória Intestinal - Da Investigação Básica à Clínica", Fernando Tavarela Veloso[56]

- 1998: "Descoberta de novos genes e metabolismos hematopoiéticos: Uma nova abordagem ao estudo da hematopoiese", Manuel Jorge Vaz da Cunha Guimarães[57]

- 2000: "Angiotensin II activates the Nuclear Factor- kB in vascular and renal cells. Implication for the pathogenesis of hypertension, atherosclerosis and kidney diseases", Jesús Egido, Marta Ruiz-Ortega, Óscar Lorenzo González, Mónica Rupérez Zalduendo[58]

- 2002: "O Cérebro Analfabeto", Alexandre Castro-Caldas[59]

- 2004: "Intratumoral Injection of Dendritic Cells Engineered to Secrete Interleukin-12 by Recombinant Adenovirus in Patients with Metastatic Gastrointestinal Carcinomas", Ignacio Javier Melero Bermejo, Guillermo Daniel Mazzolini, Jesús Maria Prieto Valtueña[60]

- 2006: "Biologic platform for beta cell therapy in diabetes", Daniel Pipeleers, Bart Keymeulen, Zhidong Ling[61]

- 2008: “A vision for medical research in the new era of complexity: a new multimodal integrative paradigm”, Miguel Castelo-Branco[62]

- 2010: “The long fuse: silent strokes and insidious Alzheimer disease”, Vladimir Hachinski[63]

- 2012: “Translating Discoveries in Basic Molecular Biology, Cell Biology, and Molecular Genetics into Transformative Approaches to the Diagnosis and Treatment of Currently Incurable Neurodegenerative Dementias”, Peter St. George Hyslop[64]

- 2014: “From gene discovery to gene therapy in 20 years: the case of Choroideremia, an inherited retinal degeneration”, Miguel Seabra, Tatiana Tolmacheva, Sara Maia, Cristiana Pires[65]

- 2016: “EpiReumaPt - Estudo Epidemiológico das Doenças Reumáticas em Portugal”, Jaime da Cunha Branco – coordenador, Ana Maria Ferreira Rodrigues, Nélia Sofia Augusto Gouveia, Mónica Seabra Dourado Eusébio, Maria Sofia Antunes da Cunha Oliveira Ramiro, Pedro Miguel Marques Cardoso Machado, Pedro Almeida Laires, Viviana Maria Rancão Roda Tavares, Ana Filipa de Sousa Pestana Mourão, Inês Maria Crispim Gomes da Silva, Filipe César Pereira Pombo de Araújo, Alexandre Rocha Sepriano, Rute Filipa Dinis de Sousa, Susana Maria Pereira de Sousa, Pedro Miguel Pereira Simões Coelho, Jorge Morais Mendes, Helena Cristina Matos Canhão[66]

- 2018: “Cancro Gástrico Em Portugal - Como reduzir a mortalidade por cancro gástrico em Portugal”, Mário Dinis Ribeiro[67]

- 2020: “A Paramiloidose em Portugal e no mundo: de doença fatal a doença crónica com qualidade de vida preservada”, Teresa Coelho (coordenadora), Isabel Conceição, Mónica Inês, Mamede de Carvalho, João Costa[68]

- 2022: “The challenges of Neurodiversity: A Translational Journey into Personalized Medicine in Autism Research”, Miguel Castelo-Branco[69]

### BIAL Award in Biomedicine
Em 2018, a Fundação BIAL criou o BIAL Award in Biomedicine com o objetivo de reconhecer o que de mais relevante tem sido descoberto na área da Biomedicina. O Prémio, no valor de 300 mil euros, é atribuído nos anos ímpares e visa galardoar uma obra publicada nos últimos dez anos, nomeada por uma entidade independente, que represente um trabalho com resultados de grande qualidade e relevância científica. A iniciativa conta com o Alto Patrocínio do Presidente da República, e os patrocínios do Conselho de Reitores das Universidades Portuguesas e da European Medical Association.
Até à data, os vencedores do Prémio foram:
- 2019: “Cyclooxygenase-Dependent Tumor Growth through Evasion of Immunity”, Caetano Reis e Sousa, Santiago Zelenay, Annemarthe G. van der Veen, Jan P. Bottcher, Kathryn J. Snelgrove, Neil Rogers, Sophie E. Acton, Probir Chakravarty, Maria Romina Girotti, Richard Marais, Sergio A. Quezada, Erik Sahai. Publicado na revista Cell, Volume 162, Issue 6, P1257-1270, setembro 2015[73].

- 2021: “Zika virus protection by a single lowdose nucleoside-modified mRNA vaccination”, Drew Weissman, Norbert Pardi, Michael J. Hogan, Rebecca S. Pelc, Hiromi Muramatsu, Hanne Andersen, Christina R. DeMaso, Kimberly A. Dowd, Laura L. Sutherland, Richard M. Scearce, Robert Parks, Wendeline Wagner, Alex Granados, Jack Greenhouse, Michelle Walker, Elinor Willis, Jae-Sung Yu, Charles E. McGee, Gregory D. Sempowski, Barbara L. Mui, Ying K. Tam, Yan-Jang Huang, Dana Vanlandingham, Veronica M. Holmes, Harikrishnan Balachandran, Sujata Sahu, Michelle Lifton, Stephen Higgs, Scott E. Hensley, Thomas D. Madden, Michael J. Hope, Katalin Karikó, Sampa Santra, Barney S. Graham, Mark G. Lewis, Theodore C. Pierson, Barton F. Haynes. Publicado na revista Nature, Volume 543, P248–251, fevereiro, 2017[74][75].
- 2023: “Glutamatergic synaptic input to glioma cells drives brain tumour progression”, Varun Venkataramani, Dimitar Ivanov Tanev, Christopher Strahle, Alexander Studier-Fischer, Laura Fankhauser, Tobias Kessler, Christoph Körber, Markus Kardorff, Miriam Ratliff, Ruifan Xie, Heinz Horstmann, Mirko Messer, Sang Peter Paik, Johannes Knabbe, Felix Sahm, Felix T. Kurz, Azer Aylin Acikgöz, Frank Herrmannsdörfer, Amit Agarwal, Dwight E. Bergles, Anthony Chalmers, Hrvoje Miletic, Sevin Turcan, Christian Mawrin, Daniel Hänggi, Hai-Kun Liu, Wolfgang Wick, Frank Winkler, Thomas Kuner. Publicado na Nature, Volume 573, P532–538, setembro 2019. [76][77][78]

### Prémio Maria de Sousa
Criado em 2020 pela Ordem dos Médicos e Fundação BIAL, em homenagem à médica e investigadora Maria de Sousa, esta iniciativa visa apoiar anualmente jovens investigadores portugueses com projetos científicos na área das Ciências da Saúde, incluindo obrigatoriamente um estágio num centro internacional de excelência. São premiados cinco jovens investigadores portugueses, até aos 35 anos, com um valor global de até 150 mil euros (até 30 mil euros por projeto).
Até à data, os vencedores do Prémio foram:
- 2021: “Glicosilação de vesículas extracelulares de cancro gástrico: o seu impacto na comunicação inter-celular em cancro e o seu potencial para a descoberta de novos biomarcadores”, Daniela Freitas; “O impacto da sequestração de parasitas na severidade da tripanossomíase”, Sara Silva Pereira; “Como regular forças dependentes de actomiosina para preservar a integridade de um epitélio”, Mariana Osswald; “O papel da CCL2 e IL-8 no microambiente dos tumores neuroendócrinos da hipófise: relação com a agressividade tumoral e sua utilidade diagnóstico-terapêutica”, Pedro Marques; “BioTribo – Exploração de biomateriais como nanogeradores triboelétricos para aplicações cardiovasculares”, Andreia Pereira[81][82]

- 2022: “Identificação de grupos neuronais do núcleo accumbens envolvidos em aprendizagem associativa”, Carina Soares-Cunha; “Identificação dos componentes de reciclagem proteica que controlam a formação de metástases cancerígenas”, Sandra Tavares; “Monitorização das espécies secretadas não-convencionalmente da proteína tau: implicações na progressão das tauopatias”, Ana Melo; “Vesículas extracelulares tumorais neutralizam IFNγ como forma de evadir a imunidade antitumoral e imunoterapia”, Ana Rita Cruz; “UPSEE HEALTH – Experiência sensorial dos espaços urbanos e o impacto na saúde”, Daniela Rodrigues[83][84]
- 2023: “Glycan2B –Identificação de um novo auto anticorpo anti-glicano na autoimunidade: uma nova perspectiva de biomarcadores em Lúpus”, Inês Alves; “A importância das projeções serotoninérgicas para a flexibilidade cognitiva e a sua habilidade para reverter alterações em doenças associadas com o stress crónico”, Nuno Dinis Alves; “Vesículas derivadas do sinciciotrofoblastona restrição de crescimento fetal”, Catarina Palma dos Reis; “Descoberta dos mecanismos moleculares subjacentes à resistência e sensibilidade à terapia no cancro gástrico HER2-positivo através de ensaios pangenoma de CRISPR”, João Neto; “Modulação do estado celular da microglia pelo sistema de sono MCH no contexto da doença de Alzheimer”, Sara Calafate.[85][86][87]
- 2024: “Uma Nova Abordagem para Corrigir Defeitos de Imprinting Genómico durante a Reprogramação de Células Estaminais Pluripotentes Induzidas", Maria Arez; "Modulação personalizada dos circuitos de neurotransmissores em doentes com AVC”, Pedro Nascimento Alves; “BOOST-Age: Reforçar a capacidade proliferativa dos tecidos envelhecidos para manter o bom funcionamento dos órgãos”, Ana Rita Araújo; “Regulação da imunidade antifúngica pelo metabolismo do colesterol no contexto de doença respiratória fúngica”, Samuel Gonçalves; “Alimentar a imunidade: glicanos como agentes nutricionais na dinâmica hospedeiro-microbioma na DII”, Joana Gaifem.[88]

## Apoios a Projetos de Investigação Científica
A Fundação BIAL promove, de dois em dois anos, concursos de Apoios Financeiros a Projetos de Investigação Científica orientados para o estudo neurofisiológico e mental do ser humano, nas áreas da Psicofisiologia e da Parapsicologia.
No período de 1994 a 2024, a Fundação apoiou 865 projetos, de 1702 investigadores, provenientes de 30 países.
As candidaturas aprovadas beneficiam de apoios até ao montante máximo de 60 mil euros, determinado em função das características de cada projeto, pelos membros do Conselho Científico, a quem cabe analisá-las.
Entre os investigadores apoiados pela Fundação destacam-se prestigiados cientistas de algumas das mais notáveis universidades norte-americanas - Caltech, Harvard, Virginia, Yale -, europeias - Cambridge, INSERM, Max Planck, Oxford - e outras - Adelaide, Toronto .

## Simpósio "Aquém e Além Cérebro"
A Fundação BIAL organiza desde 1996 os Simpósios “Aquém e Além do Cérebro” que reúnem, bianualmente, a elite científica internacional nas áreas das Neurociências e da Parapsicologia, bem como vários dos investigadores, espalhados pelo mundo, que desenvolvem projetos financiados pela Fundação.

“Efeitos de placebo, Curas e Meditação”, “Interações mente-matéria”, “Sono e Sonhos”, “Intuição e Decisão”, “Memória”, “Vivências excepcionais”, “Emoções”, “Potenciar a mente”, “O Mistério do Tempo", e e “Criatividade”  foram alguns dos temas já analisados nos Simpósios “Aquém e Além do Cérebro” por conferencistas de renome como: Miguel Castelo-Branco (Coimbra), Axel Cleeremans (Bruxelas), António Damásio (Los Angeles), Hoyt Edge (Flórida), Peter Fenwick (Londres), Eberhard Fetz (Washington), Fernando Gil (Sorbonne), Allan Hobson (Harvard), Jerome Kagan (Harvard), Irving Kirsch (Boston), Stephen Kosslyn (São Francisco), Stephen Laberge (Stanford), Dietrich Lehmann (Zurique), Fernando Lopes da Silva (Amesterdão), Edwin May (Palo Alto), Robert Morris (Edimburgo), Dean Radin (Nevada), Alcino Silva (Los Angeles), Ian Stevenson (Virgínia), Robert Stickgold (Harvard), e Marcus du Sautoy (Oxford).